# Бараба (Артинський міський округ)
Бара́ба (рос. Бараба) — село у складі Артинського міського округу Свердловської області.
Населення — 346 осіб (2010, 387 у 2002).
Національний склад станом на 2002 рік: росіяни — 76 %.